# Aeropuerto Internacional Antonio B. Won Pat
El Aeropuerto Internacional Antonio B. Won Pat (IATA: GUM, OACI: PGUM), conocido también como el Aeropuerto Internacional de Guam, es un aeropuerto localizado en Barrigada y Tamuning, 5 km al este de Agaña, en la isla de Guam. Fue nombrado en honor a Antonio Borja Won Pat, el primer delegado de Guam en la Cámara de Representantes de los Estados Unidos. El aeropuerto es un centro de conexión de Continental Micronesia y de Asia Pacific Airlines.
La terminal cuenta con 15 puentes de abordaje y el aeropuerto con 2 pistas paralelas, cada una con 45 metros de ancho, con una longitud de 3,663 metros (pista 06L y 24R), y la otra de 3,052 metros (pista 06R y 24L)

## Aerolíneas y destinos
| Aerolíneas                          | Destinos |
| ----------------------------------- | --- |
| China Airlines                      | Taipéi-Taoyuan |
| Delta Air Lines                     | Nagoya-Centrair, Osaka-Kansai, Tokio-Narita |
| Fly Guam operado por Sky King, Inc. | Saipán |
| Freedom Air                         | Rota, Saipán |
| EVA Air                             | Taipéi-Taoyuan |
| Japan Airlines                      | Tokio-Narita |
| Jin Air                             | Seúl-Incheón |
| Korean Air                          | Osaka-Kansai, Seúl-Incheón Estacional: Busan |
| Philippine Airlines                 | Manila |
| United Airlines                     | Cairns, Chuuk, Fukuoka, Hiroshima, Hong Kong, Honolulú, Koror, Kosrae, Kwajalein, Majuro, Manila, Niigata, Okayama, Osaka-Kansai, Pohnpei, Sapporo-Chitose, Tokio-Narita |